# Tryon (Nebraska)
Tryon – jednostka osadnicza w Stanach Zjednoczonych, w stanie Nebraska, siedziba administracyjna hrabstwa McPherson.